# 呂樂
呂樂，CPM（1920年5月16日—2010年5月13日），人稱樂哥、阿叔，廉政公署稱之為呂老虎，生于廣東省海豐縣，香港警務處刑事偵緝處前總探長，在任時期建立了一套與黑社會制度相關的貪污機制，後淪為香港通緝犯。呂樂、韓森、顏雄、藍剛合稱「四大探長」。

## 生平
呂樂原名呂慕樂，幼時於廣東省潮循道海豐縣附城鎮鄉間為漁民，來到香港後於長洲長大。當差前曾經以擦鞋、派報及拉人力車等工作為生。
1940年11月9日，呂樂加入了香港警隊。初時為軍裝巡邏小隊的警員，不久後轉任為探員。於雜差房駐守時，獲得資深探長陳立的賞識和提攜，於1951年由探員升任為探目，同時調任於深水埗警署，於1956年升任為高級探目。擔任期間，最為人稱道的是於1955年大破鑽石山14K群英大會。當時有百餘名14K黑社會份子在鑽石山一所學校內大排筵席，呂樂不動聲色，帶隊一網打盡。自此呂樂以掃蕩黑社會而聞名，亦成為他晉升的功績及基石。
1956年，香港發生右派雙十暴動。由於呂樂對14K及新義安等黑社會的組織及人士十分熟悉，故此其技大派用場，受到高層關注及重用。由於呂樂表現出色，同年獲晉升至新界區探長，駐守荃灣警署。此後，荃灣警署的雜差房被用作為新界區的刑事偵緝處辦事處。
1958年，調至油麻地警署接任退休的劉福。1962年，警隊重置總探長一職，從10個環頭的10名探長中，選出兩位人選。亦有傳聞指出總探長的重置，實際上是為了呂樂和藍剛而專門設的。同年4月1日，呂樂與深水埗警署探長藍剛一同獲晉升為總探長，前者駐守於香港區，後者駐守於九龍區兼及新界區，同年獲英女皇伊莉莎白二世頒予殖民地警察獎章。
1967年，警隊為了壓制猖獗的貪污活動，對調了呂樂與藍剛的轄區，以避免他們「在地生根」，發展成為盤根錯節的關係。翌年，呂樂提前退休。於1973年偕同妻子與8名子女移民加拿大。
1974年廉政公署成立後，因呂樂資產高達五億港元，財富官職不相稱，隨即成為追緝的最大目標。1977年香港法院正式向已经移居台湾的呂樂追讨部分财产，合计港幣九百九十三萬八千二百二元。
1979年，呂樂於臺灣臺北市東區敦化南路購買了一所公寓豪宅，自此於臺北長居30多年，生活低調樸實且親切有禮，鄰居多半不知道他的過去與來歷，在先前，他居住過北投區關渡聖景路上之別墅。他的八名子女中，女兒取得中華民國國籍，擔任臺灣公務員。七名兒子都在加拿大發展，呂樂期間亦有往返加拿大。
2010年5月13日，患胃癌末期的呂樂於加拿大病逝，終年89歲。即使廉政公署早在1974年已成立並通緝呂樂，但始終無法將他引渡回港。後葬於加拿大溫哥華。

## 個人榮譽
- 於1962年的英女皇寿辰，獲頒授殖民地警察奖章。

## 軼事

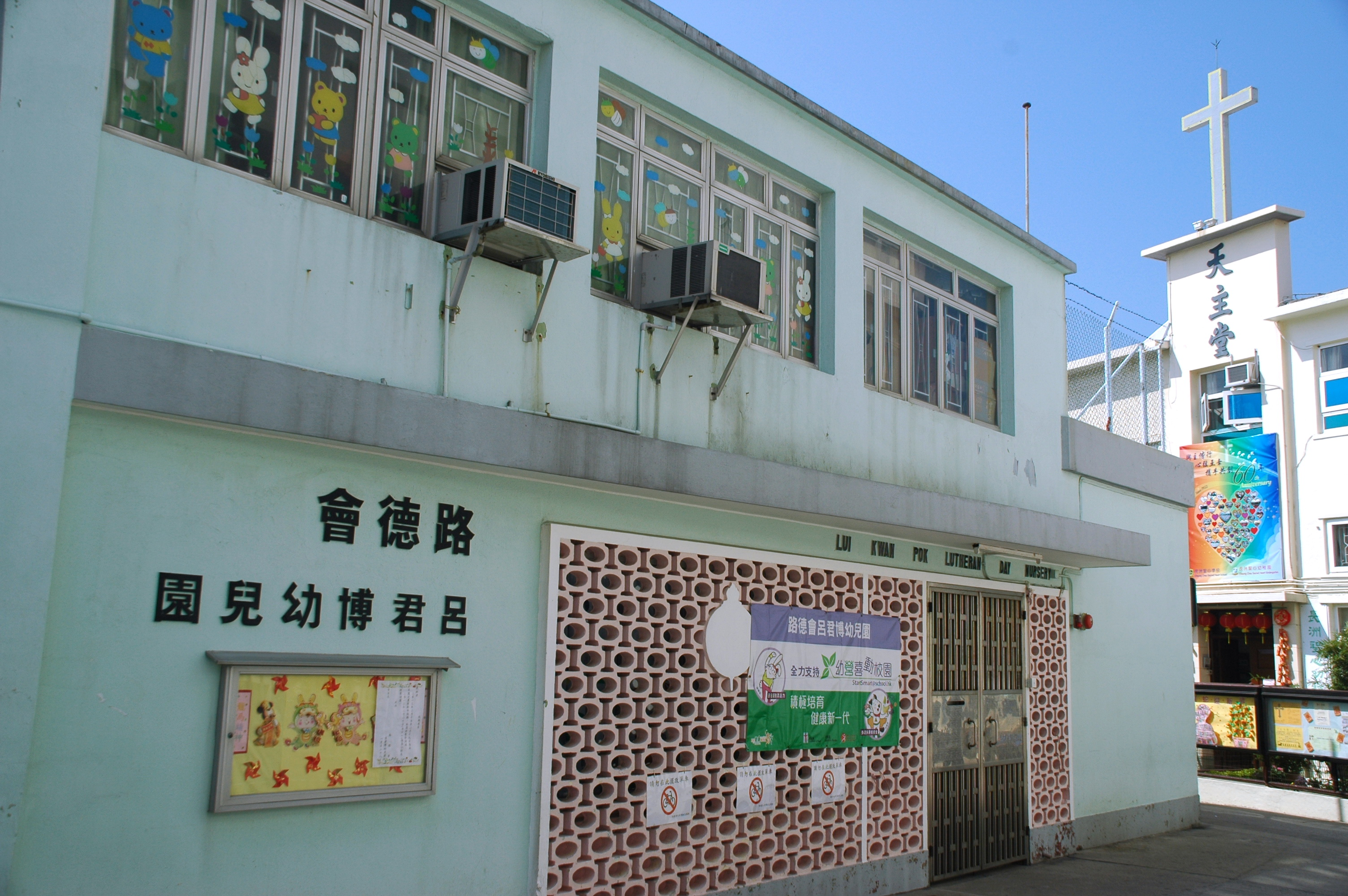
位於長洲教堂路的路德會呂君博幼兒園

呂樂相信自己是道教全真派祖師呂祖之後，其父呂君博，又名呂古，人稱「五叔」，是一位讀書人，其母為顏譚妹。於長洲教堂路7號的路德會呂君博幼稚園乃以其父為名的幼兒學院，為呂樂捐建的。
相傳呂樂從警時原為文盲，所以簽名皆為兩個圓圈（「呂」），一個向下的箭頭（「落」，諧音「樂」），而後才苦學而識字。呂樂對此傳言很生氣，還說自己在香港淪陷時期辦過《香港人報》，但有關此報紙的資料甚少。
呂樂有一位有黑社會背景的親戚姑丈──新義安幫會龍頭向華炎，向華炎是呂樂叔祖父呂六之女婿，呂樂的姑姑為呂杏華。
呂樂一家共有7子1女，7子全部居於加拿大，其女為中華民國國籍，現任公務員。
污點證人韓德指出，呂樂擁有至少5億港元身家，因此，電影有「五億探長」之名。污點證人吳錫豪指出，當年他每1至2個月，需要向呂樂進貢30,000到40,000港元。
呂樂不單對外威風八面，於香港警隊裡亦十分風光，當警務處處長巡訪警署時，他於列隊中站在頭位。當警務處處長與呂樂談過警務後，他便不會再理睬其他人，包括其他外籍高級警官，鋒頭一時無兩。
呂樂與香港足球圈人士相熟，曾經長期包下灣仔白宮酒店517號房，在房內竹戰及會見各方人馬，並以該酒店房間號碼為名，於1950年代創辦五一七足球會。
呂樂為掩飾來歷不明的財富，於1959年至1968年間，以父母名義，先後在尖沙咀、筲箕灣、觀塘、沙田、港島半山及灣仔等，購入當時合共價值約300多萬港元的物業。其中於1967年以父母、太太及其中兩名仍在求學的兒子──呂誠和呂實的名義，成立渭濱置業有限公司，並以上述公司之名購買位於沙田的博雅山莊。除地產外，呂樂離開香港後，仍然有經營。於1970年代開了15間，於加拿大也有分店。
呂樂於沙田大圍的物業博雅山莊已被政府及債權人沒收，及後大部份的建築物均先後因為城門隧道工程，以及被地產商收購作興建住宅而被拆卸，現時只餘下門樓及部份圍牆。

## 影視媒體形象
| 年份   | 片名                           | 演員                          |
| 1991年 | 《跛豪》                       | 曾江                          |
| 1991年 | 《四大家族之龍虎兄弟》         | 曾江                          |
| 1991年 | 《香港奇案之黑錢年代》         | 鄧浩光                        |
| 1991年 | 《五億探長雷洛傳》             | 刘德华                        |
| 1991年 | 《五億探長雷洛傳II之父子情仇》 | 刘德华                        |
| 1992年 | 《藍江傳之反飛組風雲》         | 刘德华                        |
| 1992年 | 《庙街十二少》                 | 刘德华                        |
| 1992年 | 《四大探長》                   | 任達華                        |
| 1992年 | 《大時代》                     | 曾江                          |
| 1993年 | 《一代梟雄之三支旗》           | 王霄                          |
| 1993年 | 《新難兄難弟》                 | 金揚樺                        |
| 1998年 | 《難兄難弟之神探李奇》         | 駱應鈞                        |
| 1999年 | 《O记三合会档案》              | 吳鎮宇                        |
| 2001年 | 《縱橫天下》                   | 李子雄                        |
| 2009年 | 《金錢帝國》                   | 梁家輝                        |
| 2012年 | 《南国有佳人》                 | 楊升                          |
| 2017年 | 《追龍》                       | 刘德华                        |
| 2020年 | 《追龍番外篇之十億探長》       | 王浩信                        |
| 2021年 | 《金錢帝國：追虎擒龍》         | 吴镇宇                        |
| 2023年 | 《追龍番外篇之龍爭虎鬥》       | 王浩信                        |
| 2023年 | 《風再起時》                   | 郭富城（中年） 徐天佑（青年） |